# Lauris Blaus
Lauris Blaus (Riga, 16 febbraio 1990) è un cestista lettone.

## Palmarès
- Campionato lettone: 2

VEF Rīga: 2012-13
Valmiera: 2015-16